# Cuscuta polygonorum
Cuscuta polygonorum ist eine Pflanzenart aus der Gattung Seide (Cuscuta) in der Familie der Windengewächse (Convolvulaceae).

## Beschreibung
Cuscuta polygonorum ist eine parasitäre, krautige Pflanze. Die Stängel haben eine Dicke von 0,2 bis 0,4 mm und sind gelb-orange.
Die dichten, knäuelförmigen Blütenstände bestehen aus vier bis 18 aufsitzenden bis nahezu aufsitzenden Blüten. An der Basis des Blütenstandes steht immer ein Tragblatt, an der Basis der Blüten kann ebenfalls ein Tragblatt stehen. Die Tragblätter sind häutig, eiförmig-dreieckig bis lanzettlich, 0,3 bis 1 mm lang und 0,2 bis 0,9 mm breit. Der Blattrand ist ganzrandig, nach vorn hin sind sie spitz, Blattstiele fehlen oder sind bis 1 mm lang.
Die Blüten sind meist vierzählig, selten auch dreizählig. Sie werden 2 bis 2,7 mm lang und häutig. Sie sind weiß gefärbt und werden beim Trocknen gelb-braun. Papillen werden nicht ausgebildet. Milchröhren sind in den Krone, sowie in den Fruchtblättern beziehungsweise den Kapseln vorhanden. Sie stehen einzeln, sind rund bei eiförmig. Der Kelch ist gelb-braun, weder glänzend noch netzartig. Er ist becherförmig und etwa so lang wie die Kronröhre. Die Kelchblätter stehen auf 1/2 bis 2/3 der Länge frei, die Kelchlappen überlappen sich an der Basis nicht. Sie sind dreieckig-eiförmig, gerade, nicht gekielt, der Rand ist ganzrandig, nach vorn sind sie spitz.
Die Staubblätter stehen über die Krone hinaus, sind kürzer oder nahezu gleich lang wie die Kronlappen. Die Staubbeutel sind eiförmig bis breit elliptisch, 0,3 bis 0,4 × 0,2 bis 0,3 mm lang. Die Staubfäden sind 0,4 bis 0,7 mm lang. Die Pollenkörner sind meist 21 bis 24,5 (selten 18 bis 26) µm groß. Zwischen den Staubblättern stehen Schuppen, die die Basis der Staubfäden erreichen. Sie sind langgestreckt, meist leicht zweilappig mit ein bis drei Fransen auf jeder Seite der Staubfäden, oder mit einigen unregelmäßigen Fransen an der Spitze.
Die zwei Griffel sind gleichmäßig pfriemförmig, 0,4 bis 0,9 mm lang und damit kürzer als der Fruchtknoten. Die Narben sind kopfig und kugelförmig.
Die Früchte sind nicht-aufspringende bis unregelmäßig aufspringende Kapseln. Sie sind eingedrückt kugelförmig, erscheinen oftmals gewinkelt, sind nicht durchscheinend. Sie sind 1,6 bis 3 × 2,5 bis 5 mm lang und um die große, den Griffel umgebende Apertur weder verdickt noch angehoben. Die verblühte Krone umschließt die Basis der Kapsel. Jede Kapsel enthält meist vier Samen. Diese sind rückseitig nach vorne eingedrückt, nahezu rund, breit eiförmig bis breit elliptisch. Sie werden 1,45 bis 1,6 × 1,25 bis 1,39 mm lang. Die Zellen der Samenhülle sind grubig/papillös oder polyedrisch und messen 20 bis 30 µm im Durchmesser. Epikutikularwachs ist meist vorhanden. Die Hilumnarbe ist leicht erhöht, das Hilum steht nahezu endständig, ist elliptisch geformt und misst 0,45 bis 0,6 × 0,3 bis 0,35 mm.

## Vorkommen
Cuscuta polygonorum ist in den Vereinigten Staaten und in Kanada beheimatet.

## Ökologie
Die Art parasitiert vor allem auf Vogelknöterichen (Polygonum), gelegentlich aber auch auf Springkräutern (Impatiens), Prunkwinden (Ipomoea), Wolfstrapp (Lycopus), Penthorum, Spitzkletten (Xanthium) und anderen Pflanzen.